# Ceraphron barbieri
Ceraphron barbieri is een vliesvleugelig insect uit de familie van de Ceraphronidae. De wetenschappelijke naam van de soort is voor het eerst geldig gepubliceerd in 1975 door Dessart.